# Tilbe Saran
Tilbe Saran (Istanbul, 21 maggio 1961) è un'attrice e regista teatrale turca, nota per aver interpretato il ruolo di Fügen Karahasanoğlu nella serie Brave and Beautiful (Cesur ve Güzel).

## Biografia
Tilbe Saran è nata il 21 maggio 1961 a Istanbul (Turchia), da madre Nephan Saran e da padre İsmail Hakkı Saran.

## Carriera
Tilbe Saran dopo la Saint Benoit Fransız Lisesi, si è laureata presso il Dipartimento di Storia dell'arte dell'Università di Istanbul e presso il Dipartimento di Teatro del Conservatorio del Comune di Istanbul.
Tra i teatri per i quali ha lavorato ci sono il teatro Dormen, Kent Oyuncuları, teatro İstanbul Şehir, teatro Aksanat Prodüksiyon, teatro Aysa Prodüksiyon. Nel 1995 ha anche fondato il teatro Aksanat Prodüksiyon con Cüneyt Türel e Işıl Kasapoğlu. Successivamente ha iniziato a lavorare come istruttrice presso il Dipartimento di Teatro della Kadir Has Üniversitesi.

## Vita privata
Tilbe Saran dal 1985 al 1992 è stata sposata con l'autore Rüstem Batum.

## Filmografia

### Cinema
- Kırlangıç Fırtınası, regia di Atilla Candemir (1985)
- Bir Erkeğin Anatomisi, regia di Yavuz Özkan (1996)
- Kaç Para Kaç, regia di Reha Erdem (1998)
- Korkuyorum Anne, regia di Reha Erdem (2004)
- Beş Vakit, regia di Reha Erdem (2006)
- Turquaze, regia di Kadir Balcı (2009)
- Ezber, regia di Tolga Öztorun (2009)
- Zenne, regia di Caner Alper e Mehmet Binay (2012)
- Çekmeceler, regia di Caner Alper e Mehmet Binay (2015)
- Yol Ayrımı, regia di Yavuz Turgul (2017)
- Seni Buldum Ya, regia di Reha Erdem (2021)
- Bergen, regia di Mehmet Binay e Caner Alper (2022)
- Bihter - A Forbidden Passion, regia di Caner Alper e Mehmet Binay (2023)

### Televisione
- Çalıkuşu – serie TV (1986)
- Kuruntu Ailesi – serie TV (1987-1990)
- Beni Unutma – serie TV (2008)
- Yer Gök Aşk – serie TV (2010)
- Umutsuz Ev Kadınları – serie TV (2011)
- İntikam – serie TV (2013)
- Şeref Meseles – serie TV (2014)
- Göç Zamanı – serie TV (2016)
- Brave and Beautiful (Cesur ve Güzel) – serial TV (2016)
- İstanbullu Gelin – serie TV (2017)
- Menajerimi Ara – serie TV (2020)

## Teatro

### Come attrice
- Hangisi Karısı di Ray Cooney, presso il teatro Dormen (1989)
- Kral Lear di William Shakespeare, presso il İstanbul Şehir (1990)
- Tartuffe di Molière, presso il teatro İstanbul Şehir (1992)
- Vanya Dayı di Anton Čechov, presso il teatro İstanbul Şehir (1994)
- Çalıkuşu di Reşat Nuri Güntekin, presso il teatro İstanbul Şehir (1995)
- Martı di Anton Čechov, presso il Kent Oyuncuları (1996)
- Abelard Ve Heloise di R. Duncan, presso il teatro Aksanat Prodüksiyon (1997)
- Alacaklılar di August Strindberg, presso il teatro Aksanat Prodüsiyon (1998)
- Molly S. di Brian Friel, presso il teatro Aksanat Prodüksiyon (1999)
- Sevilmek di Bilge Karasu, presso il teatro Aksanat Prodüsiyon (2000)
- Bay Knepp di Jorge Goldenberg (2001)
- Tek Kişilik Şehir di Behiç Ak, presso il teatro Aksanat Prodüksiyon (2002)
- Fernando Krapp Bana Mektup Yazmış di Tankred Dorst, presso il teatro Aksanat Prodüksiyon (2003)
- İki Hayat Sonra di Brian Friel, presso il Kent Oyuncuları (2004)
- Nathalie di Philippe Blasband, presso il teatro Aysa Prodüksiyon (2005)
- Koca Bir Aşk Çığlığı di Josiane Balasko, presso il teatro Aysa Prodüksiyon (2006)
- Cesaret Ana ve Çocukları di Bertolt Brecht, presso il Semaver Kumpanya (2008)
- Düğün di Tilbe Saran, Evren Ercan, Eda Çatalçam e Ayşe Bayramoğlu, presso il teatro Aysa Prodüksiyon (2011)
- Savaş di Lars Norén, presso il teatro Pürtelaş (2014)
- Vanya Sonya Maşa ve Spike di Christopher Durang, presso il teatro Pera (2016)
- Martı di Anton Čechov, presso il teatro Pürtelaş (2017)

### Come regista
- Düğün di Tilbe Saran, Evren Ercan, Eda Çatalçam e Ayşe Bayramoğlu, presso il teatro Aysa Prodüksiyon (2011)

## Doppiatrici italiane
Nelle versioni in italiano dei suoi film e delle sue serie TV, Tilbe Saran è stata doppiata da:
- Sabine Cerullo[10] in Brave and Beautiful[11]

## Riconoscimenti

### Premi
- Afife Tiyatro Ödülleri
  - 1998: Miglior attrice per Alacaklılar, presso il teatro Aksanat
  - 2002: Miglior attrice comica per Tek Kişilk Şehir, presso il teatro Aksanat

- Ankara Sanat Kurumu
  - 2003: Miglior attrice per Fernando Krapp Bana Mektup Yazmış, presso il teatro Aksanat

- Avni Dilligil Tiyatro Ödülleri 
  - 1990: Miglior attrice per Kral Lear, presso il teatro İstanbul Şehir

- Avni Dilligil Tiyatro Ödülleri
  - 1991: Miglior attrice per Vanya Dayı, presso il teatro İstanbul Şehir
  - 1996: Miglior attrice per Abelar Ve Heloise, presso il teatro Aksanat

- Kültür Bakanlığı
  - 1993: Miglior attrice per Tartuffe, presso il teatro İstanbul Şehir

- MGD Tiyatro Ödülleri
  - 1994: Miglior attrice per Çalıkuşu, presso il teatro İstanbul Şehir

- Lions Tiyatro Ödülleri
  - 1986: Miglior attrice non protagonista per Hangisi Karısı, presso il teatro Dormen
  - 2008: Miglior attrice per Koca Bir Aşk Çığlığı, presso il teatro Aysa Prodüksiyon

- Tiyatro Dergisi
  - 2003: Miglior attrice per Fernando Krapp Bana Mektup Yazmış, presso il teatro Aksanat
  - 2006: Miglior attrice femminile dell'anno per Nathalie, presso il teatro Aysa Prodüksiyon

- XVII. Direklerarası Seyirci Ödülleri
  - 2017: Eccellenza continua[12]

- 4º Lions, Tiyatro Ödülleri
  - 2003: Miglior attrice per Fernando Krapp Bana Mektup Yazmış, presso il teatro Aksanat

- 14º Sadri Alışık Ödülleri
  - 2008: Miglior attrice per Cesaret Ana ve Çocukları, presso il teatro Semaver Kumpanya

- 21º Sadri Alışık Tiyatro ve Sinema Oyuncu Ödülleri
  - Attrice di maggior successo dell'anno in un ruolo non protagonista per Çekmeceler

- 22º Sadri Alışık Tiyatro ve Sinema Oyuncu Ödülleri 
  - Attrice di maggior successo dell'anno per Komedi, Kara Komedi ve Müzikal, Vanya, Sonya e Maşa ve Spike, presso il teatro Pera

- 48º Antalya Altın Portakal Film Festivali
  - Premio per la migliore attrice non protagonista per Zenne

### Candidature
- Afife Tiyatro Ödülleri
  - 1997: Attrice di maggior successo dell'anno per Abelard ve Heloise, presso il teatro Aksanat
  - 1999: Attrice di maggior successo dell'anno per Molly S., presso il teatro Aksanat
  - 2000: Attrice di maggior successo dell'anno per Sevilmek, presso il teatro Aksanat
  - 2001: Attrice di maggior successo dell'anno per Mösyö Knepp, presso il teatro Aksanat
  - 2004: Attrice di maggior successo dell'anno per Fernando Krapp Bana Mektup Yazmış, presso il teatro Aksanat
  - 2005: Attrice di maggior successo dell'anno per İki Hayat Sonra, presso il teatro Kent Oyuncuları
  - 2006: Attrice di maggior successo dell'anno per Nathalie, presso il teatro Aysa Organizasyon
  - 2008: Attrice di maggior successo dell'anno per Koca Bir Aşk Çığlığı, presso il teatro Aysa Organizasyon
  - 2014: Attrice di maggior successo dell'anno per Savaş, presso il teatro Pürtelaş
  - 2018: Attrice di maggior successo dell'anno per Marti, presso il teatro Pürtelaş